# IC 397
IC 397 ist eine zufällige Sternkonstellation im Sternbild Fuhrmann am Nordsternhimmel, die der österreichische Astronom Rudolf Spitaler am 1. Januar 1891 fälschlich als IC-Objekt beschrieb.